# Macédoine du Nord au Concours Eurovision de la chanson 2019
La Macédoine du Nord est l'un des quarante et un pays participants du Concours Eurovision de la chanson 2019, qui se déroule à Tel-Aviv en Israël. Le pays est représenté par Tamara Todevska et sa chanson Proud, sélectionnée en interne par le diffuseur macédonien MRT. Le pays réalise cette année son meilleur résultat, terminant 7e en finale avec 305 points.

## Sélection
Le diffuseur macédonien MRT a annoncé sa participation à l'Eurovision 2019 le 20 septembre 2018. C'est le 26 janvier 2019 que le diffuseur annonce que sa représentante, sélectionnée en interne, sera Tamara Todevska. Le 8 février 2019, il est annoncé que la chanson représentante s'intitule Proud. Elle est présentée le 8 mars 2019.

## À l'Eurovision
La Macédoine du Nord participe à la deuxième demi-finale, le 16 mai 2019. Le pays y remporte le vote des jurys, recevant 155 points et termine 7e du télévote en recevant 84 points. Au total, le pays termine 2e de sa demi-finale avec 239 points, ce qui lui permet de se qualifier en finale. Là, le pays remporte le vote des jurys avec 247 points mais termine seulement 12e du télévote avec 58 points. Finalement, le pays termine 7e au classement général avec 305 points, réalisant ainsi son meilleur résultat et obtenant son premier Top 10.